# 國頭村
國頭村（日语：／ Kunigami son */?，琉球語：／ ）為日本沖繩縣沖繩本島最北端的市町村。國頭村大部分區域為森林，有沖繩啄木鳥、沖繩秧雞、等分布於森林中。沖繩島最北端的邊戶岬和與論島只有28公里的距離，天氣晴朗時可以遠眺與論島。

## 歷史
- 1673年：国頭間切從田港間切（後來的大宜味間切及大宜味村）分割獨立設置。
- 1896年4月1日：實施郡區制，為國頭郡轄下國頭間切。
- 1908年4月1日：實施島嶼町村制，國頭間切改設為國頭村。
- 1914年：成立邊土名役場。
- 1945年9月：二次大戰後，沖繩諮詢會依據地方行政緊急措置要綱在將國頭村、大宜味村和東村組為「邊土名市」。
- 1946年1月：廢除邊土名市，恢復為戰前的行政區劃。

## 地域
| - 安田 - 安波 - 伊地 - 宇嘉 - 宇良 - 奧 | - 奧間 - 鏡地 - 宜名真 - 佐手 - 謝敷 - 楚洲 | - 桃原 - 濱 - 半地 - 邊戶 - 邊野喜 - 邊土名 - 與那 |

## 交通

### 道路
| 國道 - 國道58號 主要地方道 - 沖繩縣道70號國頭東線 | 一般縣道 - 沖繩縣道2號線 |

### 港口
- 邊土名港
- 奧港

## 觀光景點
- 邊戶岬

## 教育

### 中學校
- 國頭村立國頭中學校

### 小學校
| - 國頭村立邊土名小學校 - 國頭村立奧間小學校 - 國頭村立北國小學校 - 國頭村立奧小學校 | - 國頭村立佐手小學校 - 國頭村立佐手小學校邊野喜分校 - 國頭村立安田小學校 - 國頭村立安波小學校 （页面存档备份，存于） |